# Kleemkapel

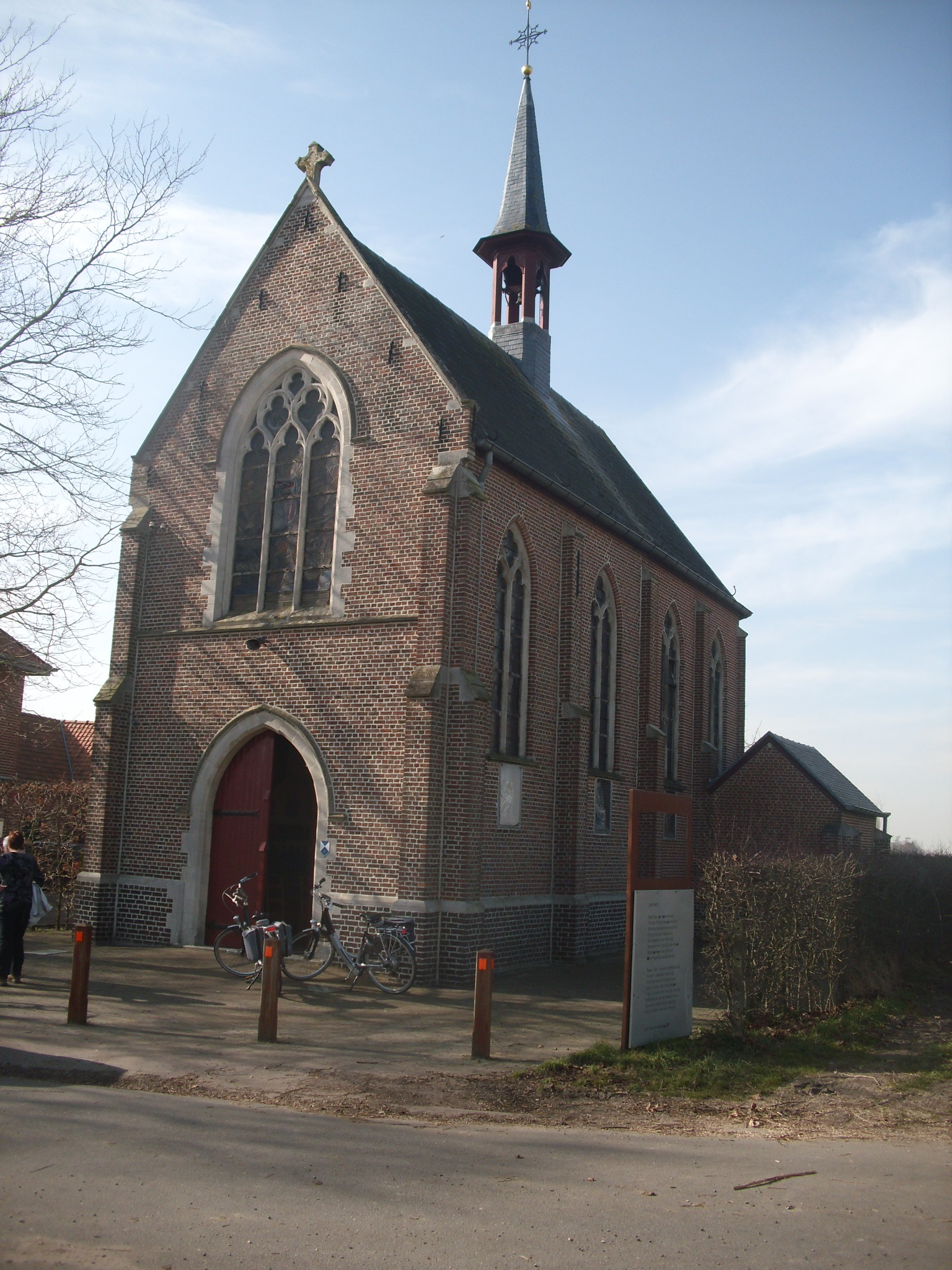
De Kleemkapel in Kaprijke

De Kleemkapel is een grote neogotische kapel in Kaprijke. De kapel bestaat reeds 250 jaar en is gewijd aan Maria.
Rond de Kleemkapel werd later ook een ommegang in vijftien staties gebouwd. Vroeger werden in de week rond 15 augustus, Onze-Lieve-Vrouw-Hemelvaart, de Octaafdagen gevierd in de Kleemkapel.
Elke woensdagavond vanaf begin mei (Mariamaand) tot ongeveer halfoogst worden er missen opgedragen in de kapel. De eerste zondag na 15 augustus heet in Kaprijke Kapellekenszondag en wordt nog steeds in ere gehouden met een kaarsjesprocessie.

## Geschiedenis

### Legende
Een legende ligt aan de basis van de kapel. Op een dag in 1750 waren de landbouwers Bernard en Engelbert Claeys op hun land aan het werk, toen ze plots te midden van hun land een beeldje van de Onze-Lieve-Vrouw zagen. Ze namen het beeld mee naar huis. Dan kregen ze het idee om een soort bidplaats te maken op de plaats waar het beeldje gevonden was. Ze timmerden een houten kastje in elkaar en hingen het kastje met het beeld erin in een boom op de hoek van de Kleemstraat en de Wulfhoekstraat, daar waar het beeld gevonden was. De plek werd dadelijk een bedevaartsoord.
Vijf jaar later bouwden de broers een staande bidplaats voor hun beeld. Het kapelletje was uit hout gemaakt en werd bestreken met klei, ook wel kleem. Van dat moment sprak men over de Kleemkapel.

### Verwoesting, heropbouw en bloei
Die houten kapel werd in 1795 door Franse soldaten met de grond gelijk gemaakt. Dat deden ze omdat ze ontstemd waren over de Kaprijkse lotelingen, die kwamen bidden bij de kapel om een goed lot te trekken en om op die manier aan de legerdienst te ontsnappen.
Een jaar later al werd een nieuwe kapel opgericht door boer Matthijs. De aantrekkingskracht van het bedevaartsoord bleef groeien. Ook mensen uit omliggende gemeenten kwamen bij de Kleemkapel bidden. Dit nieuwe kapelletje was niet zo stevig gebouwd en al in 1821 was er een nieuwe kapel nodig. Nu werd de kapel door een echte metser, zijn naam was Jacobus De Veirman, gemaakt. Deze veel stevigere kapel bleef tot in 1874 overeind staan.
In 1874 en 1894 kreeg de kapel haar huidige neogotische uitzicht. Eerst liet pastoor Petrus Braem een grotere Kleemkapel bouwen, maar al snel bleek zelfs dat gebouw te klein. Onder pastoor Sanspeur werd de kapel verder uitgebreid. Opvallend is het elegante torentje en de fraaie glasramen in de kapel. Die glasramen waren schenkingen van welgestelde burgers.
Rond de kapel bouwde men ook een ommegang van 15 staties: vijf blijde, vijf droeve en vijf glorierijke mysteries.
In 1932 werden zowel de kapel als de ommegang helemaal gerestaureerd. Dat jaar organiseerde deken Aloïs Boeykens een geldinzameling om alles te bekostigen. De Kaprijkse inwoners toonden zich erg vrijgevig en er werd zoveel geld opgehaald dat alle statiekapelletjes in steen konden gerestaureerd worden.
Volgens de overlevering zouden er verschillende wonderen gebeurd zijn rond de Kleemkapel.